# Прохоров, Николай Фёдорович
Никола́й Фёдорович Про́хоров (18 ноября 1925 года — 24 февраля 2003 года) — участник Великой Отечественной войны, младший лейтенант, командир САУ, Герой Советского Союза.

## Биография
Родился 18 ноября 1925 года в селе Галахово ныне Екатериновского района Саратовской области. Русский. После окончания 8 классов средней школы работал в колхозе. В армии с марта 1943 года. В 1943 году окончил Киевское военное училище самоходной артиллерии.
Участник Великой Отечественной войны с ноября 1943 года. В должности командира самоходной артиллерийской установки 1438-го самоходного артиллерийского полка сражался на 2-м и 3-м Украинских фронтах. Принимал участие в освобождении Украины, Молдавии, Румынии, Венгрии.
Особо отличился при освобождении Румынии и Венгрии. В бою 24 августа 1944 года в районе города Хуши (Румыния) смело атаковал колонну противника, нанёс ему большой урон в живой силе и технике. 20 сентября 1944 года в боях за населённый пункт Зиманд-Куз (севернее города Арад, Румыния) подбил 3 вражеских танка. 8 октября 1944 года первым ворвался в венгерский город Сентем.
За мужество и героизм, проявленные в боях с немецко-фашистскими захватчиками, младшему лейтенанту Прохорову Николаю Фёдоровичу указом Президиума Верховного Совета СССР от 24 марта 1945 года присвоено звание Героя Советского Союза с вручением ордена Ленина и медали «Золотая Звезда» (№ 7370).
Закончил войну в должности командира батареи. В составе 3-го Украинского фронта участвовал в боях на территории Австрии. За время войны был ранен и контужен.
В 1948 году окончил Высшую офицерскую школу самоходной артиллерии. Продолжал службу в танковых войсках. С 1955 года капитан Н. Ф. Прохоров — в запасе. Жил в Саратове. Работал начальником отдела кадров автоколонны. Умер 24 января 2003 года. Похоронен на Увекском кладбище в Саратове.

## Награды
- Медаль «Золотая Звезда» (1945);
- орден Ленина (1945);
- два ордена Отечественной войны 1 степени (1944, 1985);
- орден Отечественной войны 2 степени (1944).